# Antonio Fernández Ros
Antonio Fernández Ros (Ciudad de México, 1961) es un compositor mexicano autor de música instrumental, electrónica e instalaciones sonoras. Su trabajo ha girado principalmente en torno al lenguaje hablado. Ha participado como compositor en varias películas y cortometrajes. En 1999 obtuvo un  Ariel a la mejor música para la película Bajo California: El límite del tiempo.

## Biografía
Estudió composición en la Escuela Nacional de Música de la  Universidad Nacional Autónoma de México. Obtuvo la licenciatura en composición en el Mannes College of Music de la ciudad de Nueva York y realizó estudios de posgrado en la  Universidad de la Ciudad de Nueva York con Charles Dodge. Mediante una beca del gobierno francés hizo una especialización en música por computadoras y nuevas tecnologías en París, donde trabajó en el IRCAM, en el Groupe de Recherches Musicales, GRM y con I. Xenakis en La Sorbona. Fue coordinador del Laboratorio de Música por Computadoras de la Escuela Nacional de Música.
Además del Premio Ariel, ha recibido la beca para Jóvenes Creadores, el Apoyo a Coinversiones y la beca del Sistema Nacional de Creadores de Arte por parte del Fondo Nacional para la Cultura y las Artes de México (FONCA) y ha sido acreedor de una beca de la Fundación Rockefeller. De 1995 a 1996 fue invitado a participar en Italia en el proyecto Fabrica de Benetton.
La música de Antonio Fernández Ros ha sido interpretada en el Merkin Hall de Nueva York, la Brooklyn Academy of Music, el Festival Internacional Cervantino, el Festival Radar, el Festival de Bourges y el Museo Luigi Pecci en Prato. Ha sido interpretada por agrupaciones como la Filarmónica de la Ciudad de México y la Filarmónica de Brooklyn, bajo la dirección de Lukas Foss.

## Obra reciente
En mayo del 2009 presentó la instalación sonora La Regadera, en la Fonoteca Nacional, obra basada en testimonios orales de diversas personalidades del siglo XX. En febrero del 2010 realizó la pieza Mantra Mexicano para el Museo de Historia Natural, pieza basada en lenguas indígenas.
En abril de 2010 presentó la instalación sonora 1910 para la exposición sobre el Cine de la Revolución Mexicana en el Museo de San Ildefonso y en mayo la música para cinco instrumentistas en escena de la obra Autoconstrucción, producida por la galería Kurimanzutto junto con el artista Abraham Cruzvillegas y el director Antonio Castro.
En noviembre y diciembre del 2010 presentó en la Fonoteca Nacional y en el MUAC una obra por encargo: La Curva del Olvido para sexteto de cuerdas y pista electrónica. En septiembre del 2011 presentó Glossa, una obra electroacústica de 18 canales para dos sopranos y doce hablantes de lenguas indígenas mexicanas escrita por encargo en el Museo Universitario de Arte Contemporáneo y dentro del Festival Radar/UNAM. En 2013 obtuvo el premio EPROMUSICA por parte del gobierno mexicano para realizar una obra para voz y medios electrónicos para presentarse en el Museo Anahuacalli.

## Trabajo interdisciplinario
Ha trabajado como compositor en diversas producciones teatrales bajo la dirección de Daniel Giménez Cacho, Antonio Castro y Enrique Singer. En cine, ha hecho la música de largometrajes de Carlos Bolado, Enrique Begné, Jorge Aguilera y Juan Carlos Martín. En el mundo del arte ha trabajado con Francis Alÿs, Abraham Cruz-Villegas y Fernando Ortega.